# 紹阿特·門巴耶夫
紹阿特·穆罕默德巴耶維奇·門巴耶夫（羅馬化：Sauat Mūhametbaiūly Myñbaev；1962年11月19日—）是哈薩克政治家，2010年至2013年擔任哈薩克石油及天然氣部部長。直到2021年，他是哈薩克斯坦國家鐵路的行政總裁。

## 石油開發
2009年，門巴耶夫與中國官員討論了中石油－AktobeMunaiGaz合資公司開發肯基亞克油田和扎那若爾油田的合作現狀和前景；他們還討論了哈薩克－中國石油管道第二段的竣工以及新的雙邊項目。

## 天堂文件爭議
2017年11月，國際調查新聞聯盟進行的一項調查在「天堂文件」指控中提到的政治家名單中引用了他的名字。

## 勳章
- 俄羅斯友誼勳章
- 「阿斯塔納十年」勳章（英语：Medal "10 years of Astana"）

## 外部連結
- [Mynbayev Sauat Mukhametbayevich]. Biographia. 25 December 2010  [12 February 2012]. （原始内容存档于2011-11-22） （俄语）.